# Pitágoras: una teoría del ritmo
Pitágoras: una teoría del ritmo es un ensayo monográfico de José Vasconcelos, donde realiza una breve historia del pitagorismo y expone una interpretación original de la filosofía de Pitágoras. De hecho el autor afirma que buscó por medio de ese ensayo proponer una imagen menos matemática del autor y más esotérica: «De tal afirmación (la esencia del ser es el número) partí hace doce años en mi ensayo sobre Pitágoras, pero procurando, desde entonces inventar un Pitágoras no matemático» (Vasconcelos, Tratado de Metafísica). Ahí propone que se debe considerar  esta doctrina filosófica como una sabiduría que establece una cosmología interna y externa, la música de las esferas, en el primer caso, y la metempsicosis, más que una teoría matemática del mundo o una racionalización por medio del número. La interpretación esotérica de Vasconcelos se adelanta por décadas a las de Peter Gorman o de Walter Burkert. 